# Amadeus-Verleihung 2008

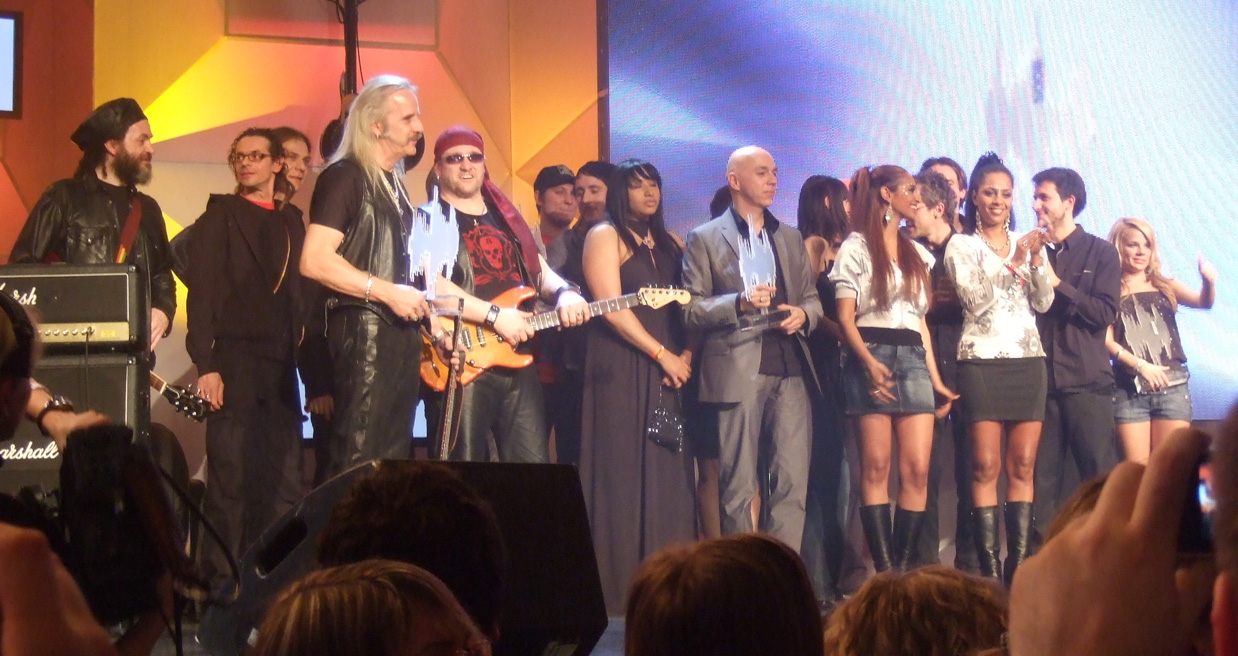
Die Preisträger 2008

Die 9. Verleihung des Amadeus Austrian Music Award fand am 18. April 2008 im Gasometer in Wien statt.
Übertragen wurde die Verleihung von PULS4, ProSieben Austria und mobil via 3. Moderierte wurde die Verleihung von Michael Ostrowski. Das musikalische Rahmenprogramm wurde von Die Happy mit Peaches, Ich+Ich mit So soll es bleiben, Amy Macdonald mit Mr Rock & Roll, Hubert von Goisern mit Showtime, Christina Stürmer mit Träume leben ewig, Herbert Grönemeyer mit Lied 1 – Stück vom Himmel, Clara Luzia mit Morning Light, Mario Lang und Baschi mit Bring ihn heim, Valerie mit Regen sowie Supermax mit Love Machine.

## Nominierung und Wahl
Nominiert werden konnten Musiker und Bands bzw. deren Veröffentlichungen, die im Zeitraum von 1. Jänner bis 31. Dezember 2007 auf den Markt kamen bzw. mindestens einen Live-Auftritt hatten. Voraussetzung war, dass die Künstler ihren Lebensmittelpunkt in Österreich haben oder österreichische Staatsbürger sind.

## Nominierte und Preisträger

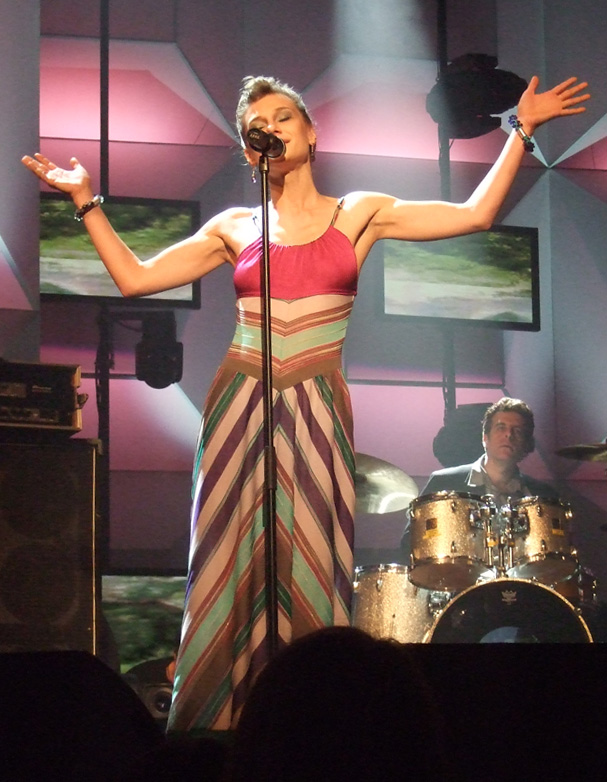
Valerie

### Single des Jahres national
Preisträger:
- Mädchen von Valerie

Weitere Nominierte:
- Dein Weg von Mario Lang
- Get A Life -Get Alive von Eric Papilaya
- Kinder von Die Neuen Österreicher
- Scherbenmeer von Christina Stürmer

### Album des Jahres national
Preisträger:
- Mach dich bereit von Luttenberger*Klug

Weitere Nominierte:
- Ambros Singt Moser die 2te  von Wolfgang Ambros
- Amore XL von EAV
- Neuer Morgen von S.T.S.
- Verzaubert von Papermoon

### Newcomer des Jahres national
Preisträger:
- 1-2-3 von Herbstrock

Weitere Nominierte:
- Get A Life - Get Alive von Eric Papilaya
- Neue Helden von Gernot
- Mein Weg von Mario Lang
- Mehr Meer von PBH Club

### Single des Jahres international
Preisträger:
- Dear Mr. President von Pink

Weitere Nominierte:
- Apologize von Timbaland Pres. OneRepublic
- Grace Kelly von Mika
- Say It Right von Nelly Furtado
- Umbrella von Rihanna feat. Jay-Z

### Album des Jahres international
Preisträger:
- 12 von Herbert Grönemeyer

Weitere Nominierte:
- Good Girl Gone Bad von Rihanna
- Loose von Nelly Furtado
- Lost Highway von Bon Jovi
- Minutes To Midnight von Linkin Park

### Schlager/Volksmusik Album des Jahres
Preisträger:
- Sternstunden von DJ Ötzi

Weitere Nominierte:
- 1 Tag von Seer
- Der Helle Wahnsinn von Amigos
- Einmal Ja - Immer Ja von Semino Rossi
- So Nah Wie Du von Helene Fischer

### Musik-DVD des Jahres
Preisträger:
- 12 Live von Herbert Grönemeyer

Weitere Nominierte:
- Kiddy Contest Vol.13 von Kiddy Contest Kids
- Live From Wembley Arena von Pink
- Live in Wien von Semino Rossi
- Queen Rock Montreal von Queen

### Jazz/Blues/Folk-Album des Jahres national
Preisträger:
- Love & Light von Count Basic

Weitere Nominierte:
- Ballroom Stories von Waldeck
- Rubina von Diknu Schneeberger Trio

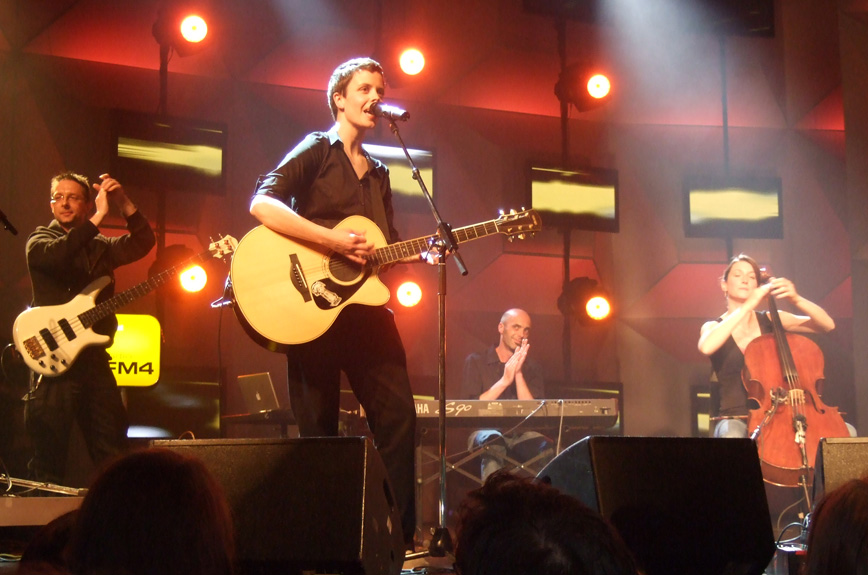
Clara Luzia

- Slow Train von Hans Theessink
- The Barrelhouse Man von Al Cook

### FM4 Alternative Act des Jahres

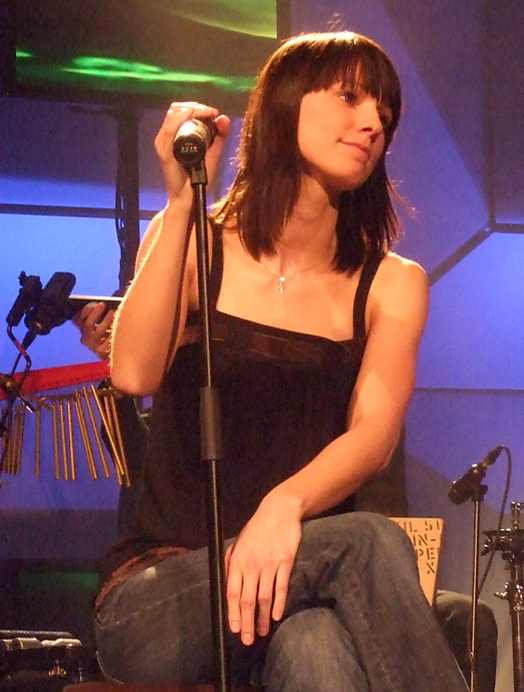
Christina Stürmer

Preisträger:
- Clara Luzia

Weitere Nominierte:
- A Life, A Song, A Cigarette
- Jonas Goldbaum
- Mauracher
- Texta

Weitere Nominierte:
- A.Geh
- Auf Pomali
- Ben Martin
- Bruckmayr
- Cherry Sunkist
- Chris and the Other Girls
- Christoph & Lollo
- Convertible
- Garish
- Heinz aus Wien
- Ja, Panik
- Karuan
- Kreisky
- Madita
- Manuel Normal
- Parov Stelar
- Rodney Hunter
- Son of the Velvet Rat
- TNT Jackson
- Velojet

### 3 Music Download des Jahres national
Preisträger:
- Scherbenmeer von Christina Stürmer

Weitere Nominierte:
- Butterfly Tree von Excuse Me Moses
- Dieser Tag von Mondscheiner
- Ein Stern von DJ Ötzi & Nik P.
- Get A Life - Get Alive von Eric Papilaya
- Intensiv von Zweitfrau
- Kinder von Die Neuen Österreicher
- Regen von Valerie
- Save Me von She Says
- Vergiss Mich von Luttenberger*Klug

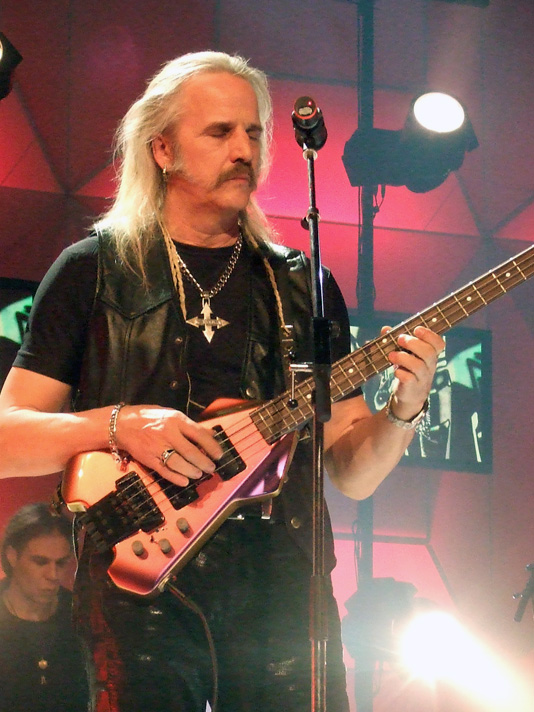
Supermax

### Lebenswerk
- Supermax (Kurt Hauenstein)